# 静岡県立浜松湖南高等学校
静岡県立浜松湖南高等学校（しずおかけんりつ はままつこなんこうとうがっこう）は、静岡県浜松市中央区馬郡町にある県立高等学校。

## 設置学科
- 普通科
- 英語科

## 沿革
- 1979年12月19日 - 静岡県教育委員会「第2次生徒急増期後半の高等学校整備計画」により設置決定
- 1981年2月9日 - 設置場所を浜松市馬郡町に決定
- 1982年3月25日 - 校舎造成工事完了 校地面積40,010.22㎡
- 1982年4月1日 - 西遠学区新設高等学校設立準備委員長及び準備委員2名を発令
- 1982年12月17日 - 11月県議会において校名を「静岡県立浜松湖南高等学校」と議決、入学生徒定員を普通科315人、英語科40人と決定
- 1983年3月15日 - 第1期工事竣工 管理棟・特別教室棟・普通教室棟 延べ5,197㎡
- 1983年4月4日 - 開校、入学式を浜松市立篠原中学校体育館にて挙行
- 1984年4月1日 - 入学生徒定員 普通科360人、英語科40人
- 1984年2月28日 - 第2期工事竣工 理科教室棟・普通教室棟 延べ3,018㎡、体育館工事竣工 延べ2,606㎡
- 1985年2月28日 - 第3期工事竣工 理科教室棟・普通教室棟 延べ1,074㎡
- 1985年3月25日 - プール及び付属棟工事竣工 25ｍ
- 1986年4月1日 - 入学生徒定員 普通科405人、英語科40人
- 1989年4月1日 - 入学生徒定員 普通科450人、英語科40人
- 1990年4月1日 - 入学生徒定員 普通科405人、英語科40人
- 1992年4月1日 - 入学生徒定員 普通科360人、英語科40人
- 1992年11月5日 - 創立10周年記念式典挙行
- 2002年11月1日 - 創立20周年記念式典挙行
- 2004年4月1日 - 入学生徒定員 普通科320人、英語科40人
- 2007年4月1日 - 入学生徒定員 普通科360人、英語科40人
- 2008年4月1日 - 入学生徒定員 普通科320人、英語科40人
- 2012年11月1日 - 創立30周年記念式典挙行
- 2014年4月1日 - 入学生徒定員 普通科360人、英語科40人
- 2015年4月1日 - 入学生徒定員 普通科320人、英語科40人
- 2019年4月1日 - 入学者生徒定員　普通科280人、英語科40人
- 2022年11月11日 - 創立40周年記念式典挙行

## 部活動
運動部
- 陸上競技部
- ボート部
- サッカー部
- 剣道部
- テニス部
- 卓球部
- 水泳部
- バスケットボール部
- 野球部
- バレー部

文化部　
　
- 茶道部
- 華道部
- 吹奏楽部
- 写真部
- 書道部
- 科学部
- 囲碁・将棋部
- 家庭部
- 放送部
- 英語部
- パソコン部
- 新聞部
- 美術部

廃部
- ラグビー部

休部
- 柔道部

## 著名な出身者
- 己龍 九条武政
- 己龍 遠海准司
- うかみ 漫画家
- 大須賀秀徳 実業家

## 交通
- 舞阪駅から徒歩13分
- 舞阪駅バス停より「20イオン志都呂・入野・浜松駅」行に乗車し、「湖南高校入口」バス停で下車
- 浜松駅バスターミナル 5番のりばより「20入野・イオン浜松志都呂・舞阪駅」行に乗車し、「湖南高校入口」バス停で下車。
- 悪天候時は学校の横にある馬郡グラウンド駐車場は生徒送迎の車で溢れる。